# Biosignatur
Eine Biosignatur (manchmal „chemisches Fossil“ oder „molekulares Fossil“ genannt) ist ein Element, Molekül, Isotop oder Naturphänomen, das einen wissenschaftlichen Beweis für die Existenz von Leben in der Gegenwart oder Vergangenheit liefert. Messbare Eigenschaften von Leben schließen die komplexen physikalischen und chemischen Strukturen unter der Verwendung von thermodynamischer freier Energie und der Produktion von Biomasse und zellulären Abfallprodukten ein. Wegen ihres einzigartigen Charakters kann eine Biosignatur so interpretiert werden, dass sie von einem lebenden Organismus produziert wurde. Es ist jedoch wichtig, sie nicht als definitiven Beweis anzusehen, denn man kann nicht im Voraus wissen, welche Eigenschaft für Leben allgemein und welche speziell für das Leben auf der Erde gilt. Nichtsdestotrotz gibt es Lebensformen, die bekannt dafür sind, dass sie bestimmte einzigartige Strukturen voraussetzen, so ist beispielsweise DNA in einer bestimmten Umgebung ein Beweis für Leben.
Als „molekulare Fossilien“, „chemische Fossilien“ oder „Chemofossilien“ werden auch Moleküle in Organismen genannt, die Aufschluss über deren Abstammung und evolutionäre Entwicklung geben, insbesondere wenn es – wie bei Mikroben (Prokaryoten und Protisten) keine gewöhnlichen Fossilien (Versteinerungen, Petrofakte) gibt. Der Ausdruck steht dann in Analogie zu „lebenden Fossilen“. Beispiele sind die Telomerase (mit einer Reversen Transkriptase als Untereinheit) und alle natürlichen Ribozyme, sowie DNA mitochondrialen Ursprungs im Zellkern von Organismen mit DNA-freien Hydrogenosomen oder Mitosomen, sowie DNA plastidären Ursprungs in Eukaryoten mit DNA-losen Chloroplasten oder nach komplettem Verlust der Plastiden (Erklärung: endosymbiotischer Gentransfer).

## In der Geomikrobiologie

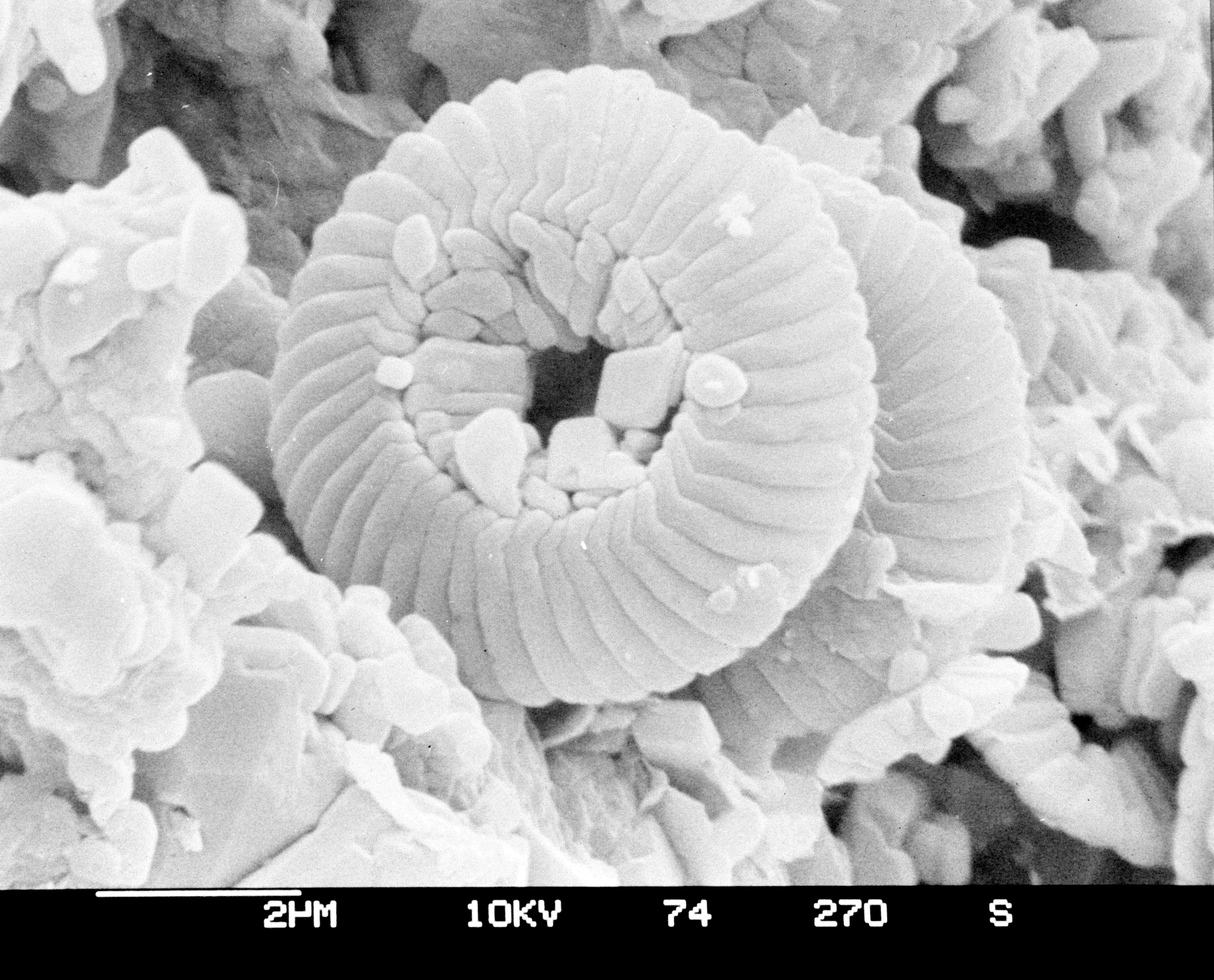
Elektronenmikroskopische Aufnahme von Mikrofossilien aus dem Sediment der Tiefsee

Frühe Spuren auf der Erde liefern uns die Gelegenheit, geochemische Signaturen, die von mikrobiellem Leben erzeugt sind, zu finden und zu sehen, wie diese über die geologische Zeit erhalten blieben. Einige verwandte Disziplinen wie Geochemie, Geobiologie und Geomikrobiologie verwenden oft Biosignaturen, um festzustellen, ob lebende Organismen in der vorliegenden Probe enthalten sind. Die möglichen Biosignaturen umfassen: (a) Mikrofossile und Stromatolithe, (b) molekulare Strukturen (Biomarker) und Isotope von Kohlenstoff, Stickstoff und Wasserstoff in organischem Material, (c) Schwefel- und Sauerstoff-Isotopenverhältnisse in Mineralien und die Mengenverhältnisse und die Isotopenzusammensetzung von redoxsensitiven Metallen (wie Eisen, Molybdän, Chrom und Seltenerdmetallen).
Zum Beispiel deuten Fettsäuren, die in einer Probe gefunden werden, auf Bakterien und Archaeen hin, die in einer bestimmten Umgebung leben. Ein anderes Beispiel sind langkettige Fettalkohole mit mehr als 23 Atomen, die von Planktonbakterien erzeugt werden. Geochemiker bevorzugen hierbei häufig den Begriff Biomarker. Wiederum ein anderes Beispiel ist die Anwesenheit langkettiger Lipidfragmente in Form von Alkanen, Alkoholen und Fettsäuren mit 20 – 36 Kohlenstoffatomen in Böden und Ablagerungen (Sedimenten). Torf-Ablagerungen sind ein Anzeichen für einen epicuticularen Wachs von einer höheren Pflanze.
Lebensprozesse können eine Reihe von Biosignaturen wie Nukleinsäuren, Proteine, Aminosäuren, Enzyme und kerogenähnliche Materialien mit unterschiedlichem morphologischen Aussehen produzieren, das man in Gestein und Sedimenten ablesen kann.
Mikroben treten oft mit geochemischen Prozessen in Wechselwirkung, indem sie Strukturen im Gestein hinterlassen und auf eine Biosignatur schließen lassen. Zum Beispiel ähneln bakterielle mikrometergroße Poren im Karbonatgestein im durchscheinenden Licht Einschlüssen, haben aber unterschiedliche Größe, Form und Muster und sind anders verteilt als die Spuren einer Flüssigkeit. Eine potentielle Biosignatur ist ein Phänomen, das von Leben produziert worden sein kann, aber auch anderen, abiotischen Ursprung haben kann.

## In der Astrobiologie
Die Astrobiologie stützt sich auf die Annahme, dass Biosignaturen, auf die man im Weltraum stößt, auf extraterrestrisches Leben hindeuten. Der Nutzen einer Biosignatur ist darin begründet, dass die Wahrscheinlichkeit, dass sie von Lebewesen produziert wurde, groß ist und vor allem, dass es unwahrscheinlich ist, dass sie durch abiotische Prozesse produziert wurde. Zusammenfassend lässt sich sagen, dass zum Beweis für extraterrestrisches Leben eine Biosignatur vorhanden sein muss, die durch Lebewesen produziert wurde. Wie bei allen wissenschaftlichen Entdeckungen wird die Biosignatur als erforderlicher Beweis gelten, solange es keine andere Erklärung gibt.
Mögliche Beispiele von Biosignaturen mögen komplizierte organische Verbindungen sein oder Strukturen, die praktisch ohne Leben nicht herstellbar sind. Beispiele sind zelluläre und extrazelluläre Morphologien, Biomoleküle im Gestein, bioorganische molekulare Strukturen, Chiralität, biogene Mineralien, biogene stabile Isotopenmuster in Mineralien und organischen Verbindungen, atmosphärische Gase, veränderbare detektierbare Merkmale auf der Planetenoberfläche, …
Kategorien
1. Isotopenmuster, die biologische Prozesse voraussetzen.
2. Chemie: Chemische Strukturen, die auf biologischer Aktivität hinweisen.
3. Organisches Material, das durch biologische Prozesse gebildet wurde.
4. Mineralien, deren Zusammensetzung oder Oberflächenstruktur auf einer biologischen Aktivität beruht.
5. Biologisch gebildete mikroskopische Strukturen, Mikrofossilien oder Filme.
6. Makroskopische physikalische Strukturen und Muster: Strukturen, die auf ein mikrobielles Ökosystem hinweisen (Stromatolite oder Fossilien größerer Organismen).
7. Zeitliche Veränderung: Veränderungen der atmosphärischen Gaszusammensetzung im Laufe eines Zeitfensters oder makroskopische Erscheinungen, die auf Leben hindeuten.
8. Oberflächenstrukturen: Strukturen biologischer Pigmente, die detektiert werden konnten.
9. Atmosphärische Gase: gasförmige Stoffe, die in metabolitischen Prozessen oder in wässrigen Lösungen gebildet werden, die auf einer weltweiten Skala messbar sind.
10. Technosignaturen: Signaturen, die den technischen Fortschritt einer Zivilisation erkennen lassen.

### Chemisch
Ein Einzelmolekül wird nicht beweisen können, dass Leben einst existierte. Aber es wird verschiedene Strukturen in jeder organischen Verbindung geben, die den Selektionsprozess der Evolution veranschaulichen. Zum Beispiel sind Membranlipide, die von Zellen hinterlassen werden, konzentriert, haben eine begrenzte Größe und umfassen eine gerade Zahl an Kohlenstoffatomen. Ebenso kommen in lebenden Organismen fast nur linksdrehende Aminosäuren vor. Biosignaturen sind nicht notwendigerweise von chemischer Natur, sondern können auch unterschiedliche Magneteigenschaften haben.
Auf dem Mars haben Oxidantien und UV-Strahlung organische Moleküle auf der Oberfläche verändert oder zerstört. Eine Tatsache macht die Erforschung schwieriger, nämlich, dass abiotische organik-reiche chondritische Meteoriten auf die Marsoberfläche geregnet sind. Gleichzeitig zerstören starke Oxidationsmittel im Marsboden zusammen mit ionisierender Strahlung die molekularen Signaturen von Meteoriten oder Organismen. Ein alternativer Ansatz wäre, Schichten von kristallinen Mineralien wie Tonen, die das organische Material vor der Zerstörung durch ionisierender Strahlung und starken Oxidationsmitteln schützen, zu untersuchen. Die Suche nach Biosignaturen auf dem Mars ist vielversprechend geworden nach der Entdeckung, dass auf der Oberfläche und nahe der Oberfläche wässrige Gebiete entdeckt wurden, denn gleichzeitig wurde festgestellt, dass biologisches organisches Material in alten wässrigen Sedimenten auf der Erde erhalten bleibt.

### Morphologisch

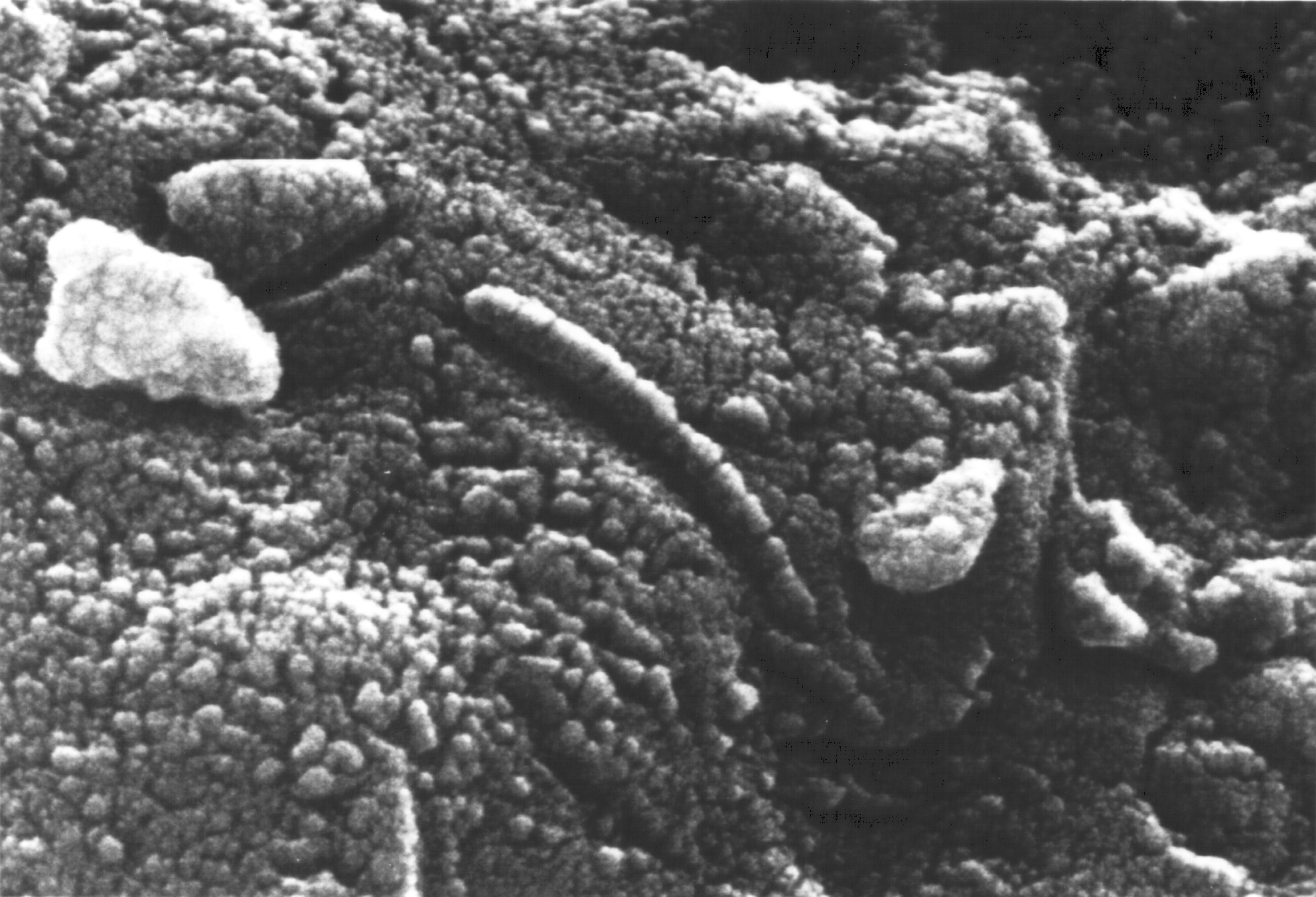
Einige Wissenschaftler vermuten, dass diese mikroskopischen Strukturen auf dem Marsmeteoriten ALH84001 fossile Bakterien sein könnten.

Eine andere mögliche Biosignatur kann die Morphologie sein, denn Form und Größe bestimmter Objekte könnten auf die Anwesenheit von gegenwärtigem oder vergangenem Leben hinweisen. Zum Beispiel wurden mikroskopische Magnetitkristalle im Marsmeteorit am längsten als potentielle Biosignaturen in der Probe diskutiert, weil man meint, dass nur Bakterien Kristalle von der spezifischen Form bilden. Ein Beispiel für ein mögliches Biomineral ist eine Probe des Marsmeteoriten ALH84001, ein mikrobielles Biofossil mit steinähnlichen Strukturen, dessen Form eine potentielle Biosignatur ist, weil sie bekannten Bakterien ähnelt. Die meisten Wissenschaftler zogen den Schluss, dass die Strukturen viel zu klein sind, um fossile lebende Zellen zu sein. Eine Übereinstimmung kam auf und wird nun als Anforderung angesehen, dass man zu den morphologischen Daten zusätzliche Beweise braucht, die die außergewöhnliche Behauptung stützen. Aktuell ist die wissenschaftliche Übereinkunft, dass „Morphologie nicht als uneingeschränktes Mittel für einen Beweis primitiven Lebens angesehen werden kann.“ Die Interpretation der Morphologie ist oft subjektiv und die alleinige Verwendung führte schon mehrfach zu Fehlinterpretationen.

### Eigenschaften und Zusammensetzungen der Atmosphäre

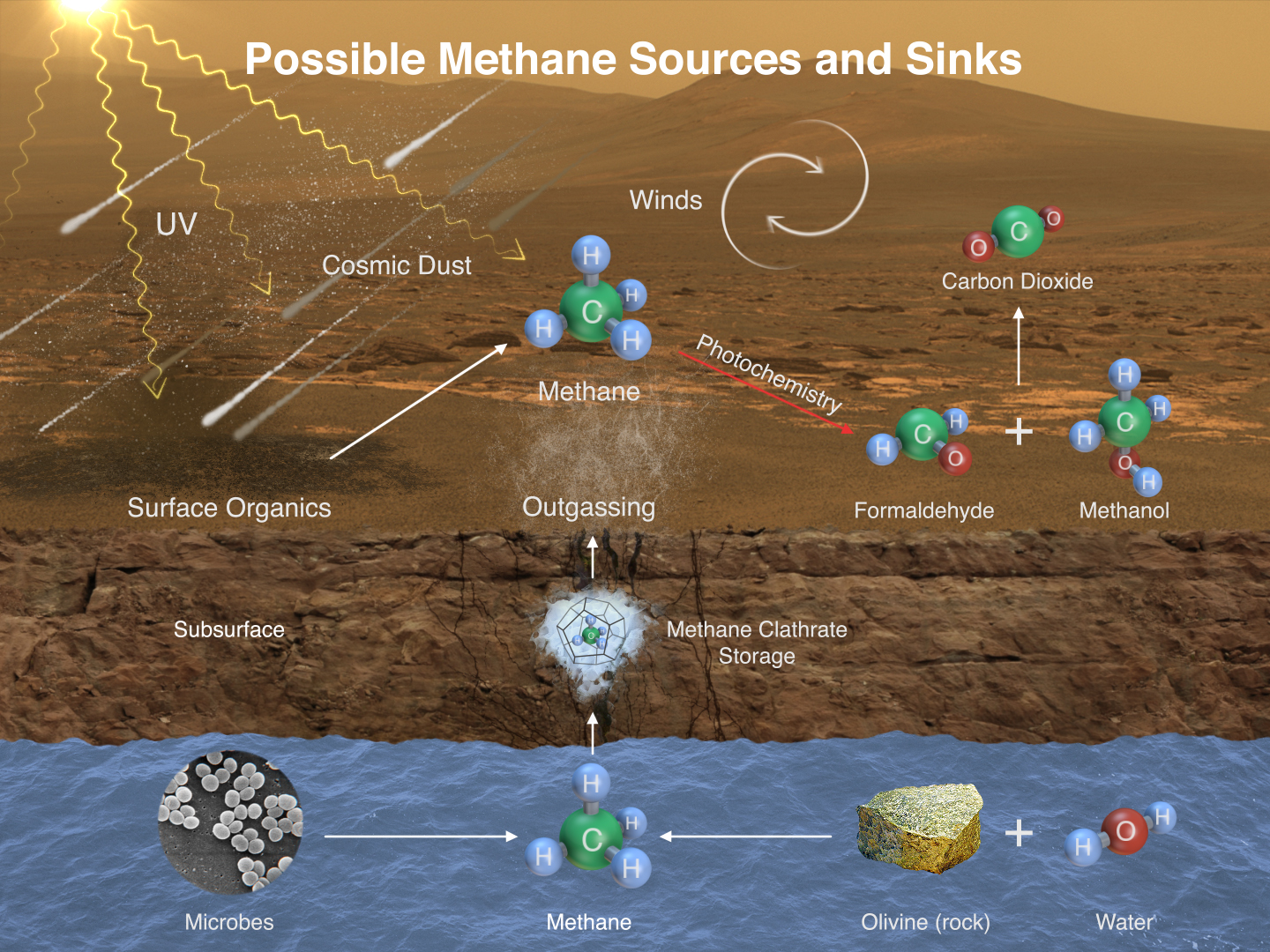
Methan (CH_{4}) auf dem Mars – potentielle Quellen und Abflüsse.

Atmosphärische Eigenschaften von Exoplaneten sind von besonderer Bedeutung, da die Atmosphären bei wissenschaftlichen Beobachtungen am ehesten Prognosen für die nahe Zukunft bereithalten, einschließlich der Bewohnbarkeit und der Biosignaturen. Über Milliarden von Jahren würde der Lebensprozess auf einem Planeten in einer Chemikalienmischung enden, es sei denn, irgendetwas sorgt für ein normales chemisches Gleichgewicht. Vom Leben auf der Erde werden beispielsweise große Mengen Sauerstoff und geringe Mengen Methan produziert.
Zudem kann die Farbe – oder das reflektierte Spektrum – eines Exoplaneten Aufschluss über die Anwesenheit von Lebensformen auf seiner Oberfläche geben.
Der Nachweis von Methan in der Marsatmosphäre zeigt, dass dort eine aktive Quelle vorhanden sein muss, da Methan ein instabiles Gas ist. Anders können photochemische Modelle die Anwesenheit von Methan in der Marsatmosphäre und dessen aufgezeichnete schnelle Umwandlung in Raum und Zeit nicht erklären. Weder das Erscheinen noch das Verschwinden können bisher erklärt werden. Um einen biogenen Ursprung für das Methan auszuschließen, werden eine Probenentnahme oder ein Massenspektrometer vor Ort notwendig sein, da die Isotopenverhältnisse 12C/14C im Methan zwischen biogenem und nicht-biogenem Ursprung unterscheiden könnten, ähnlich wie die Verwendung des δ13C-Standardnachweises für die Erkennung von biogenem Methan auf der Erde. Im Juni 2012 berichteten Wissenschaftler, dass die Messung des Wasserstoff-Methan-Mengenverhältisses Aufschluss darüber geben kann, ob Leben auf dem Mars existiert bzw. möglich ist. Wissenschaftler behaupten: „… niedrige Wasserstoff/Methan-Verhältnisse (<40) zeigen, dass Leben vorhanden und aktiv ist.“ Der ExoMars Trace Gas Orbiter (TGO) hat das Ziel, die Marsatmosphäre auf Spurengase zu untersuchen und potentielle biochemische und geochemische Prozesse zu charakterisieren. Die ersten Ergebnisse, die auf Messungen von etwa einem halben Jahr beruhen, zeigen jedoch keinerlei Hinweise auf Methan in der Atmosphäre, obwohl die Instrumente des TGO eine deutlich bessere Detektionsempfindlichkeit als die bisherigen Sonden besitzen.
Andere Wissenschaftler haben kürzlich über Nachweismethoden für Wasserstoff und Methan in extraterrestrischer Atmosphäre berichtet. Bewohnbarkeitsindikatoren und Biosignaturen müssen im Zusammenhang mit dem planetaren Umfeld und der Umwelt interpretiert werden. Die gleichzeitige Anwesenheit von Sauerstoff und Methan würde beispielsweise darauf hindeuten, dass eine Art von extremem thermodynamischem Ungleichgewicht, das von Leben erzeugt wurde, existiert. Zwei der 14'000 vorgeschlagenen Biosignaturen sind Dimethylsulfoxid und Chlormethan (CH3Cl). Eine andere Biosignatur ist die Kombination von Methan und Kohlendioxid.

### Indirekter Beweis
Wissenschaftliche Beobachtungen schließen die mögliche Identifikation von Biosignaturen durch einen indirekten Nachweis nicht aus. Zum Beispiel wird elektromagnetische Strahlung durch Infrarot-Teleskope, Radioteleskope oder Weltraumteleskope aufgezeichnet. Aus diesem Bereich gibt es eine hypothetische radiomagnetische Strahlungssignatur, so dass SETI Scans eine Biosignatur bzw. ein Beweis für die Existenz extraterrestrischen Lebens wären.

### Robotische Oberflächenmissionen

#### DieVikingMissionen zum Mars
Der Viking Lander zum Mars 1970 führte die ersten Experimente durch, die speziell entworfen waren, um Biosignaturen auf einem anderen Planeten zu suchen. Jeder der zwei Viking Landers führte drei Detektionsexperimente durch, um nach Anzeichen von Metabolismus zu suchen, doch die Ergebnisse wurden als nicht schlüssig erachtet.

#### Mars Wissenschaftslabor
Der „Curiosity rover“ von der Mars-Wissenschaftsmission untersucht die potentielle Möglichkeit der Bewohnbarkeit des Mars und versucht, Biosignaturen auf der Marsoberfläche zu finden. Betrachtet man das Marswissenschaftslabor und dessen Instrumentenpaket, dann gibt es die Möglichkeit, folgende Biosignaturen zu finden: Morphologien von Organismen (Zellen, fossile Strukturen), Mikrobenmatten, organische Moleküle, Isotopensignaturen, Nachweis von Biomineralien und biogene Gase. Der „Curiosity Rover“ zielt darauf ab, fossile organische Strukturen im Sediment zu finden.

#### ExoMars Rover
Der ExoMars Orbiter Trace Gas Orbiter (TGO) ist ein Telekommunikationsraumschiff und eine Untersuchungsstation zur Analyse des Atmosphärengases. Es sollte den Schiaparelli Mars Lander absetzen und beginnen, Methanvorkommen in der Marsatmosphäre aufzuzeichnen und andere Gase und damit einen Landeplatz für den ExoMars Rover, der im Jahre 2020 starten soll, auszusuchen. Die primäre Aufgabe der ExoMars-Mission ist es, Biosignaturen unter der Oberfläche zu finden und Proben aus dem Untergrund zu nehmen, die nicht durch die Strahlung, die an der Oberfläche herrscht, zerstört sind.

#### Mars 2020 Rover
Der Mars 2020 Rover soll planmäßig 2020 starten, um die astrobiologisch relevante Umwelt des Mars zu untersuchen, sowie dessen Geologie und Geschichte, inklusive der Bewohnbarkeit und der Wahrscheinlichkeit des vorhandenen Lebens auf dem Mars, und der Möglichkeit, die Biosignaturen zu konservieren, die im zugänglichen geologischen Material zu finden sind. Zusätzlich sollen Proben von interessantem Material, das zur Erde transportiert werden soll, genommen werden.

#### Titan Dragonfly
Die Raumsonde Dragonfly soll Mitte der 2030er Jahre einen Nachweis von Biosignaturen auf der Oberfläche und in der Atmosphäre des Titans versuchen und mögliche Spuren der urzeitlichen Ursuppe finden.